# 佐藤宏之 (漫画家)
佐藤 宏之（さとう ひろゆき、1961年 7月30日 - ）は、日本の漫画家。茨城県水戸市出身。

## 来歴
高校卒業後、漫画家を目指してあすなひろしの所に押しかけアシスタントになる。1981年、『おれたちゃいつでもロックンロール』が『週刊少年チャンピオン夏の増刊号』に掲載されデビュー、同年、『週刊少年チャンピオン』52号より『気分はグルービー』連載が開始された。

## 単行本リスト
- 気分はグルービー（週刊少年チャンピオン連載、秋田書店：少年チャンピオンコミックス全13巻、1982-84年）
- プリーズMr.ジョックマン（週刊少年チャンピオン連載、秋田書店：少年チャンピオンコミックス全6巻、1985-87年）
- 以蔵のキモチ（ビッグコミックスピリッツ連載、小学館：ビッグコミックス1 - 3巻（未完）、1989-90年）
- 胡桃（短編集、小学館：ビッグコミックス、1989年）
- 銀の月（ヤングサンデー連載、小学館：ヤングサンデーコミックス、1997年）
- 樹里（ヤングチャンピオン連載、秋田書店：ヤングチャンピオンコミックス1巻（未完？）、2002年）
- 阿部一族（コミック乱連載、リイド社：SPコミックス、2008年）※森鷗外原作の同名作品を漫画化